# 孙碧奇
孙碧奇（1908年—1986年2月10日），号璧琦，浙江奉化人，中华民国外交官。
孙碧奇早年先后毕业于清华大学、美国斯坦福大学。毕业后，曾任立法院统计处科员。后成为外交官，曾任中华民国驻旧金山总领事馆主事、随习领事、副领事，驻吉隆坡副领事。后再度回到驻旧金山总领馆，任副领事、额外领事。1946年起，历任中华民国驻菲律宾公使馆一等秘书、驻泰国大使馆参事代理馆务、外交部秘书、驻旧金山总领事、外交部情报司司长等职。1966年，出任中华民国驻牙买加大使兼驻巴巴多斯大使。1968年，又任中华民国驻菲律宾大使。1972年返台。后移居美国，1986年在美国德州休斯敦逝世。